# María Blanchard
María Gutiérrez Blanchard (Santander, 6 de març de 1881- París, 5 d'abril de 1932) va ser una pintora espanyola de les avantguardes que va desenvolupar la seva activitat artística a París. Va ser un dels cubistes més importants, i va guanyar renom en el seu temps.
Els seus pares, Enrique Gutiérrez Cueto i Concepción Blanchard Santisteban, eren una família acomodada de la burgesia càntabra. A conseqüència d'una caiguda de la seva mare durant l'embaràs, Maria va néixer amb una greu deformació a l'esquena, que marcaria la seva vida.

## Trajectòria

### Els inicis 1902-1913
Des de ben jove va demostrar tenir qualitats artístiques pel dibuix, una afició que el seu pare la va animar a seguir i que va motivar el seu trasllat a Madrid el 1902 per estudiar. Allí començà la seva formació, primer al taller del pintor Emilio Sala i després amb Fernando Álvarez de Sotomayor. Aquesta primera etapa es caracteritzà per la influència directa dels seus mestres. Els colors brillants i la manera barroca d'agrupar els personatges les trobem en aquestes primeres obres com Ninfas encadenando a Sileno (1910), però també les trobarem més tard en composicions com La comida (1929) o La echadora de cartas (1924-25).
El 1906, participà per primer cop a l'Exposició Nacional de Belles Arts, amb la seva obra Gitana i dos anys més tard va guanyar la Tercera Medalla amb l'obra Los primeros pasos (1908). El 1910 va guanyar la Segona Medalla de l'Exposició Nacional de Belles Arts amb l'obra Ninfas encadenando a Sileno.

### Etapa de formació 1909-1915
Gràcies a unes beques que li concedeixen la Diputació i l'Ajuntament de Santander es pot traslladar a Paris per perfeccionar els seus estudis de pintura. L'any 1909 ingressa a l'Acadèmia Vitti, on té de professor Hermen Anglada i Camarasa, qui li ensenya a superar l'academicisme i a utilitzar lliurement el color. Així doncs, veiem que les seves obres deixen de banda els colors sobris i el dibuix com a base per donar pas a una major varietat de colors, que l'apropa a l'estètica expressionista, i l'ús d'una matèria més rica i densa, utilitzant l'espàtula i una tècnica més solta.
Durant aquests anys a París, i gràcies a la qualitat de la seva obra i la seva intel·ligència i sensibilitat artística, és acceptada pel grup de pintors que viuen i treballen a Paris. Coneixerà pintors com el matrimoni format per Diego Rivera i Angelina Beloff, Jacques Lipchitz i Juan Gris, amb els quals establirà una gran amistat.
L'inici de la Primera Guerra Mundial la sorprèn a Mallorca, on estava de viatge amb Diego Rivera, Angelina Beloff i Jacques Lipchitz. Com que no poden tornar a Paris, el grup de pintors es trasllada a Madrid.
A Madrid, María comparteix estudi amb el pintor Diego Rivera i, a més, durant aquesta època, entra en contacte amb altres pintors exiliats a la capital com Marie Laurencin, Foujita i el matrimoni format per Robert i Sonia Delaunay. Durant aquest temps no deixa de pintar.
El mes de març de 1915, Ramón Gómez de la Serna organitza l'exposició Pintors Íntegres, que té lloc al saló d'Art Modern de Madrid. Entre els participants s'hi troben Diego Rivera i María Blanchard. L'exposició és un fracàs i l'obra de María, Venus de Madrid (avui desapareguda) causa un gran escàndol en una societat que està poc acostumada a les novetats.
Pressionada per la seva mare, María es prepara oposicions i guanya la càtedra de dibuix a la Escuela Nacional de Salamanca. No hi viurà durant gaire temps, ja que la mediocritat i els convencionalismes que regeixen la vida docent del centre fan que abandoni la plaça i marxi a Paris.

### Etapa cubista 1916-1920
Quan arriba a París María s'allotja a casa del seu amic Juan Gris i a poc a poc, i de la mà d'aquest, s'integrarà al nou moviment artístic del cubisme.
Durant aquesta fase, la seva obra evoluciona des d'un primer cubisme amb elements figuratius que es representen mitjançant formes geomètriques, que recorda la producció de Diego Rivera en aquells anys, fins a un cubisme més sintètic, pròxim a l'estètica de Juan Gris. D'aquests anys són obres com La dama del abanico (1916-18) o Bodegón con caja de cerillas (1918).
En les seves composicions cubistes redueix la temàtica a elements essencials, expressats mitjançant diversos punts de vista, fet que l'apropa a les composicions musicals o de natures mortes de Picasso, Braque o Gris. Amb tot, Blanchard crea un cubisme molt personal caracteritzat pel seu rigor formal, l'austeritat i el domini del color.
Comença a exposar la seva obra en diverses galeries de Paris i la difusió de la seva obra es tradueix en un reconeixement generalitzat, gràcies al qual és escollida per la revista Sélection per participar en l'exposició Cubistes et néo-cubistes que es presenta a Brussel·les el 1920. En aquesta exposició també hi exposen Pablo Picasso, Georges Braque, Gino Serverini, Fernand Léger, André Lhote, Jacques Lipchitz i Jean Metzinger, entre d'altres. L'any 1920 forma part de la mítica Exposició d'art francès d'avantguarda a les Galeries Dalmau de Barcelona. Les seves obres també s'inclouen en les mostres del Salon des indépendants. Al de l'any 1921, María Blanchard hi exposa La comulgante (1914-1920).

### Retorn a la figuració 1920-1932
L'any 1926 exposa a la XVI Edició de la Biennal de Venècia, juntament amb els artistes més importants de les avantguardes internacionals. Blanchard comença a abandonar el cubisme i es comença a decantar per la figuració. Igual que altres artistes cubistes, s'adscriu al moviment Retour a l'ordre generat a Europa durant el període d'entreguerres. El galerista Frank Flausch li ofereix un contracte mensual que li permetrà viure i seguir pintant.
L'any 1923 exposa de nou a Brussel·les, a Ceux de Demain, i André Lhote escriu el pròleg del catàleg de l'exposició. El 1926 torna a exposar i Waldemar George escriu un estudi exhaustiu sobre la seva obra.
María Blanchard ha aconseguit la plenitud artística durant aquesta etapa, les nombroses obres d'aquesta època posseeixen ja l'estil inconfusible i més conegut de la seva producció: El borracho (1920), Las dos hermanas (1921), Maternidad oval (1921-22), El niño del helado (1924), Bodegón oval (1925) o La convaleciente (1925-26).
L'any 1927 es produeixen una sèrie d'esdeveniments en l'àmbit personal, entre ells la mort del seu amic Juan Gris, que es reflectiran en l'ànim de l'artista i impregnaran la seva obra. Blanchard es comença a aïllar i s'apropa a la religió per trobar una sortida. En aquesta època la seva salut es debilita a conseqüència de la tuberculosi i la seva situació econòmica es ressent en haver de fer-se càrrec de la seva germana Carmen i els seus fills.
Gràcies a Max Berger, director de la Galeria Valvin de Paris, firma un contracte amb un mecenes suís. La seva salut es va debilitant i està temptada d'ingressar al convent de les Ursulines de Paris però el seu confessor li treu la idea del cap.
Els darrers anys de la seva vida la seva salut empitjora. Paral·lelament, però, augmenta el reconeixement de la seva obra. En el moment de la seva mort les seves obres formen part de les col·leccions de les galeries més importants de Paris.

## Exposicions

### Exposicions individuals
- 1919. Galerie Rosenberg. Paris.
- 1923. Ceux de Demain. Brussel·les.
- 1926. Ceux de Demain. Brussel·les.
- 1933. Oficina de Turisme Espanyol. Paris.
- 1939. Museu de Berna. Suïssa.
- 1942. Galerie Drount-David. Paris.
- 1954. Petit Palais. Paris.
- 1955. Galerie de l'Institut. Paris.
- 1965. Museu de Limoges. Paris.
- 1976. Galeria Biosca. Madrid.
- 1976. Galeries Laietanes. Barcelona.
- 1977. Galeria Sur. Santander.
- 1980. Banco de Santander. Santander.
- 1981. Fundació Santillana del Mar. Santander.
- 1982. Museu Espanyol d'Art Contemporani. Madrid.
- 1998. Centre de Cultura Castillo de Maya. Pamplona.
- 1998. Sala d'Exposicions de la Societat Econòmica d'Amics del País. Màlaga.
- 2012. María Blanchard. Museo Nacional Centro de Arte Reina Sofía. Madrid.
- 2012. María Blanchard. Fundación Marcelino Botín. Santander.

### Exposicions col·lectives
- 1906. Exposició Nacional de Belles Arts. Madrid.
- 1908. Exposició Nacional de Belles Arts (Tercera Medalla). Madrid.
- 1910. Exposició Nacional de Belles Arts (Segona Medalla). Madrid.
- 1915. Pintores Íntegros. Saló d'Art Modern. Madrid.
- 1920. Salon des indépendants. Paris.
- 1920. Exposició d'art Francès d'Avantguarda. Galeries Dalmau. Barcelona.
- 1926. La scuola di Parigi, XVI Edició de la Biennal de Venècia. Venècia.
- 1920. Els Cubistes i Neocubistes. Brussel·les.
- 1921. Salon d'Automne. Paris.
- 1921. Salon des indépendants. Paris.
- 1924. Salon des Tuileries. Paris.
- 1935. Exposition Peinture et Scupture. Col·legi d'Espanya. Paris.
- 1943. Salón de los Once. Galeria Biosca. Madrid.
- 1973. Les cubistes. Galerie des Beax-Arts. Bordeus.
- 1975. El cubismo. Galeria Multitud. Madrid.
- 1977. Tendenzen der 20er Jahre. Neue Nationalgalerie. Berlín.
- 1978. Arte español del siglo XX. Museo de Bellas Artes. Mèxic D.F.
- 1980. L'altra Metá dell'Avanguardia. Palazzo Reale. Milà.
- 1980. Picasso y los pintores españoles del siglo XX. Petit Palais. Paris.
- 1998. Federico García Lorca (1898-1936). Museo Nacional de Arte Reina Sofia. Madrid.
- 1999. Le Avanguardie Spagnole. Il secolo di Picasso nelle collezioni del Reina Sofia. Gallerie Nazionale d'Arte Moderna (GNAM). Roma.
- 1999. Fuera de orden. Mujeres de la Vanguardia Española. Fundación Mapfre. Madrid.
- 2001. El Cubismo y La Lírica Esencialidad. Galería Leandro Navarro. Madrid.
- 2002. Los ismos de Ramón Gómez de la Serna y un apéndice circense. Museo Nacional de Arte Reina Sofia. Madrid.
- 2005. El cubismo y sus entornos en la colección de Telefónica. Fundación Telefónica. Madrid.
- 2005. El cubismo y sus entornos en la colección de Telefónica. Museu Nacional d'Art de Catalunya (MNAC). Barcelona.
- 2005. La pintura del 27. Galeria Guillermo de Osma. Madrid.
- 2006. El Cubismo y sus entornos en las colecciones de Telefónica. Patio Herreriano. Museo de Arte Contemporáneo Español. Valladolid.
- 2006. Salvador Dalí and a Century of Art from Spain. Picasso to Plensa. Salvador Dalí Museum. St. Petersburg, FL.
- 2008. María BLANCHARD - Albert GLEIZES. Galería Guillermo de Osma. Madrid.
- 2008. El Cubismo y sus entornos en las colecciones de Telefónica. Museo Nacional de Bellas Artes (MNBA). Buenos Aires.
- 2008. From Manet to Miró: Modern Drawings from the Abelló Collection. Meadows Museum. Dallas.
- 2009. El cubismo y sus entornos. Centro Fundación Telefónica. Lima.
- 2009. Miradas. Cara ao paraíso. Un diálogo coa arte galega e as vangardas. Fundación Caixa Galicia. Santiago de Compostela.
- 2009. Poéticas Del Siglo XX. Museo Regional de Arte Moderno de Cartagena (MURAM). Cartagena.
- 2011. De Pablo Picasso a Richard Serra. 20 años de la Galería Guillermo de Osma. Museo de la Pasión. Valladolid.
- 2011. Von Renoir bis Picasso. Künstler der École de Paris. Stadtmuseum Jena. Jena.

## Obra
L'obra de María Blanchard es conserva en diverses col·leccions públiques i privades, d'entre les quals destaquen el Centre Georges Pompidou i el Museu Picasso de París, el Kunstmuseum de Basilea, el Centro de Arte Reina Sofía, el Museo Thyssen-Bornemisza, l'IVAM de València, la Fundació Gala-Salvador Dalí, el Museo de Bellas Artes de Asturias, el Museu de Belles Arts de Bilbao, el Museo Patio Herreriano de Valladolid o el Museo de Arte Moderno y Contemporáneo de Santander y Cantabria, entre d'altres.

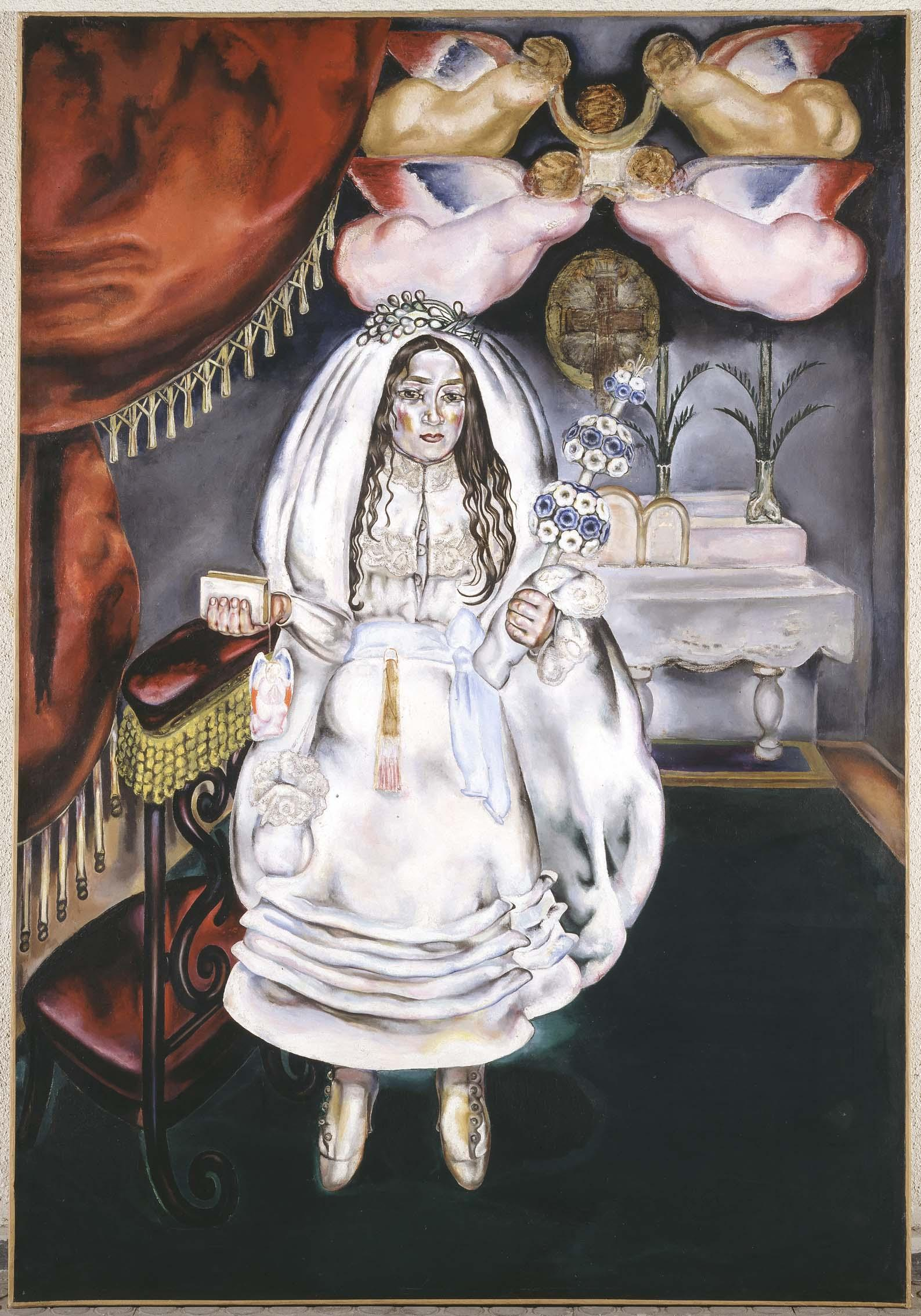
La comulgante, 1914. Museo Nacional Centro de Arte Reina Sofía.
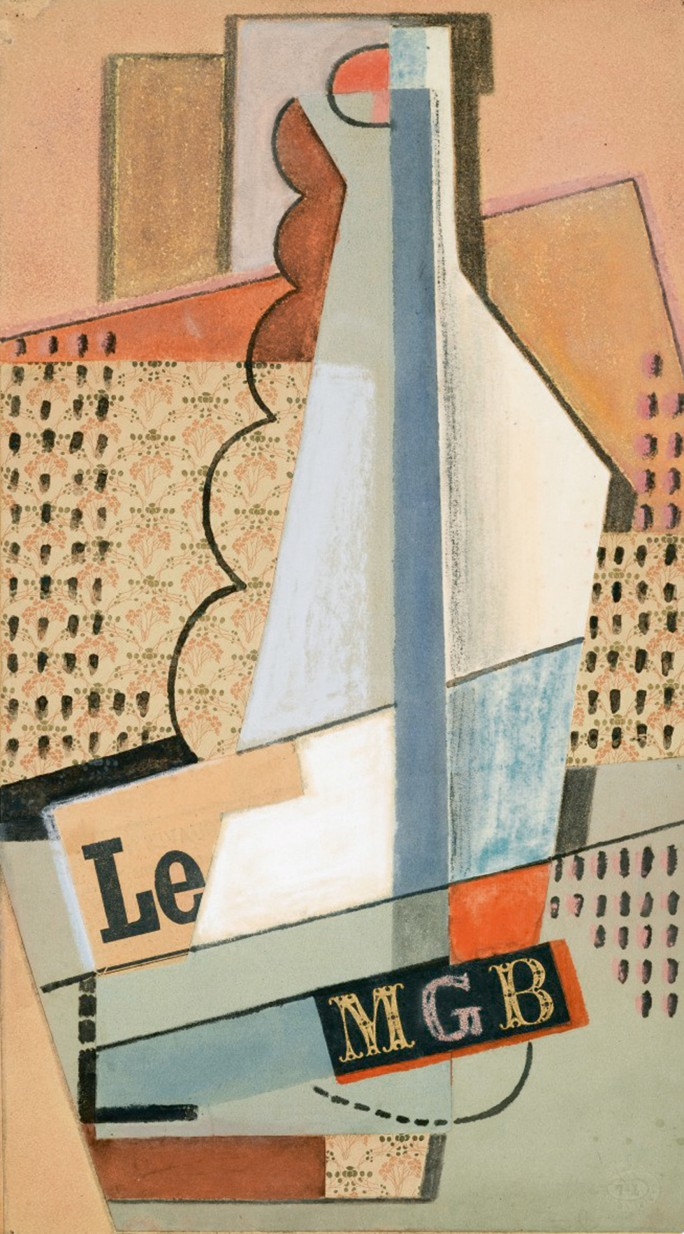
Le Monogramme (El Monograma), 1916. Sotheby's.
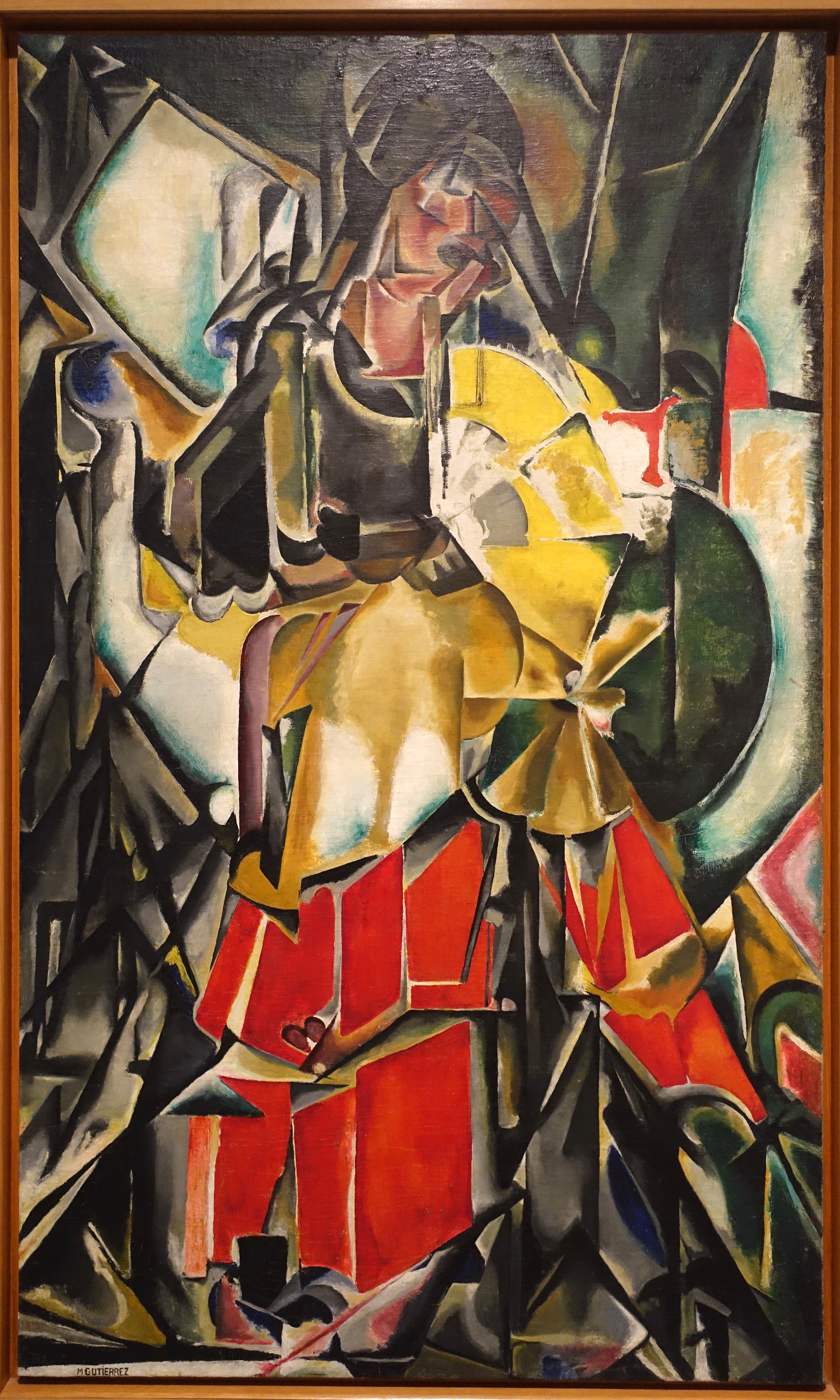
Woman with a Fan, 1916. Museo Nacional Centro de Arte Reina Sofía.
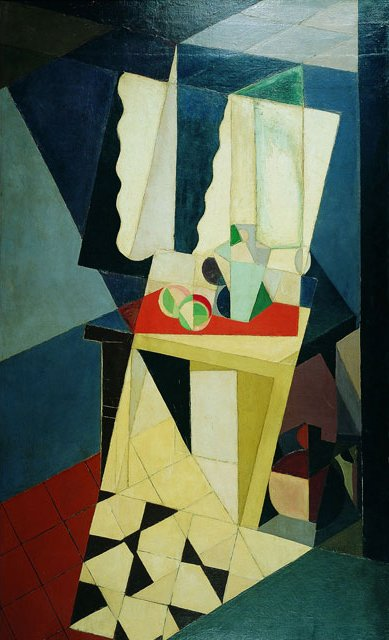
Naturaleza Muerta. Composición, 1916-17. ArtDaily.com
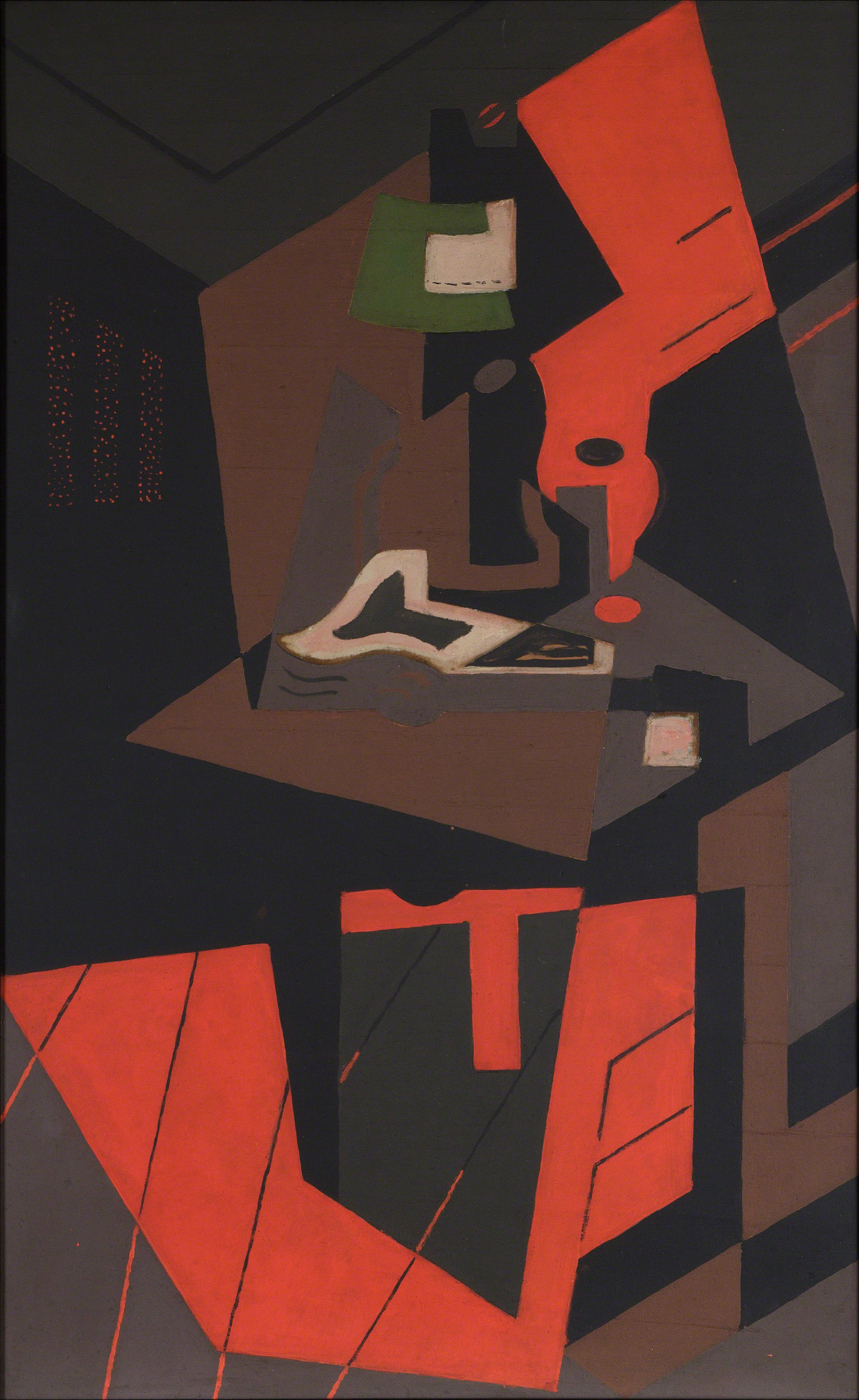
Natura morta amb llum vermella, entre 1916-18. Artsy
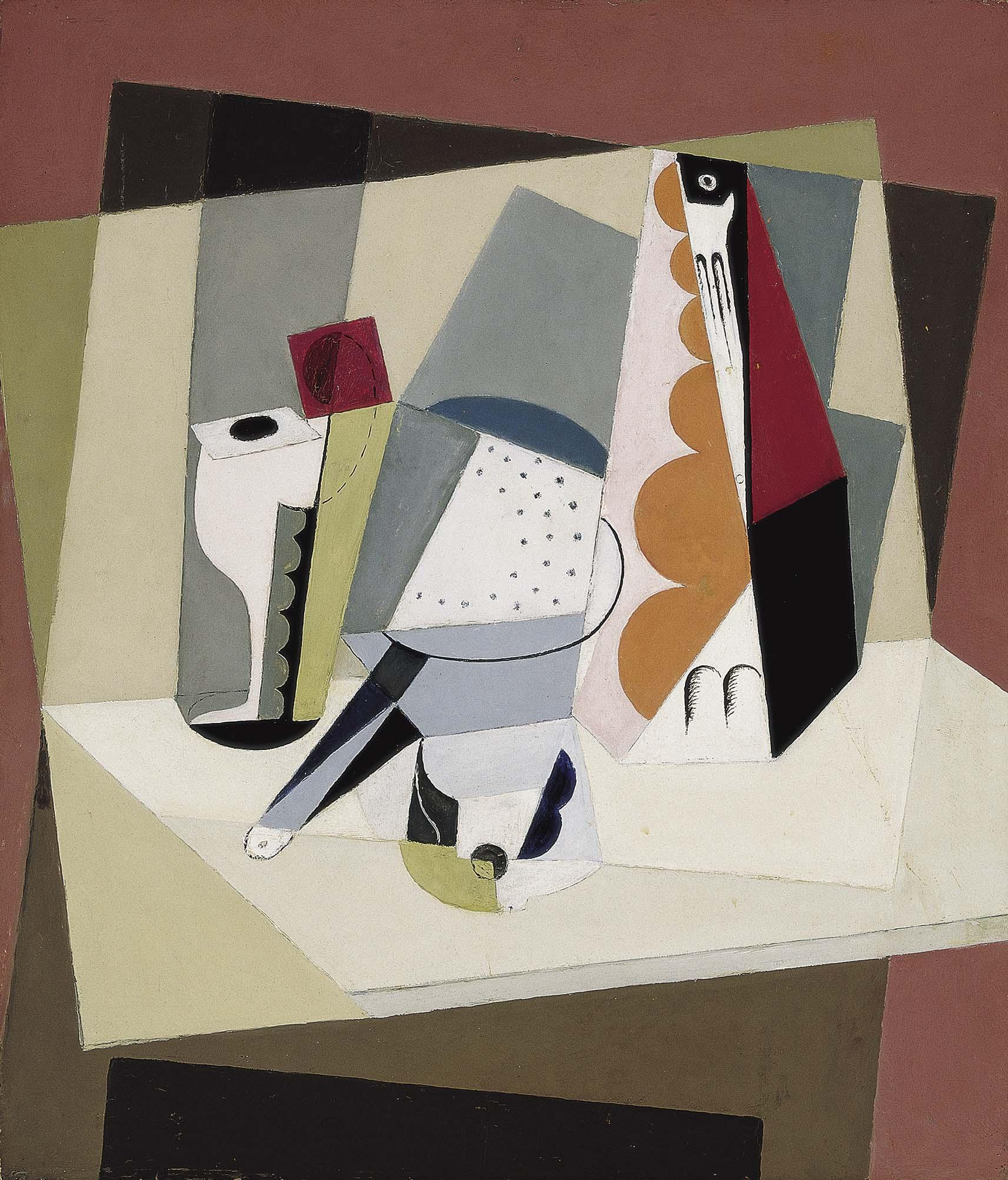
Nature morte cubiste (Natura morta cubista), 1917. Museo Nacional Centro de Arte Reina Sofía.
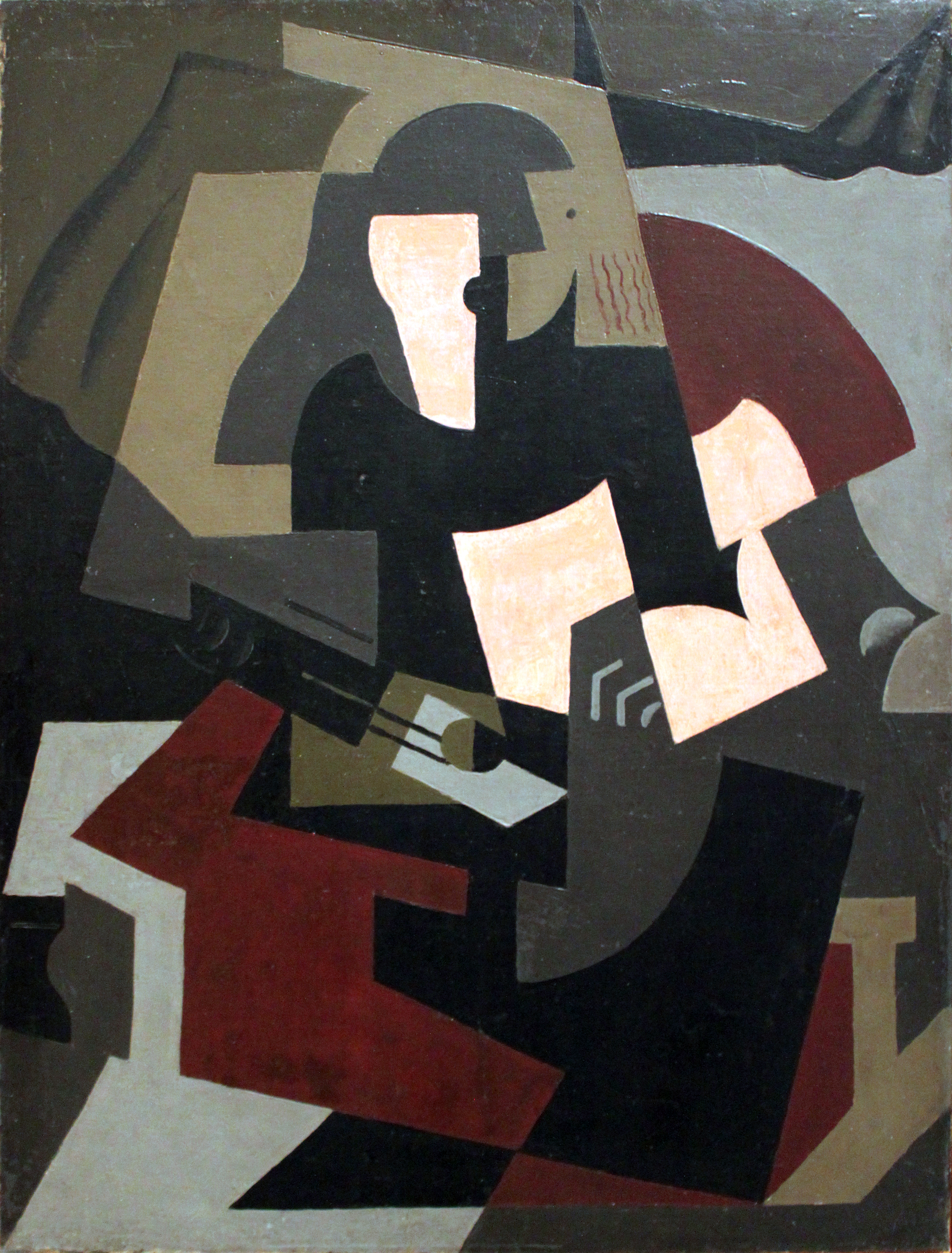
Femme à la guitare (Dona amb guitarra), 1917. Museo Nacional Centro de Arte Reina Sofía.
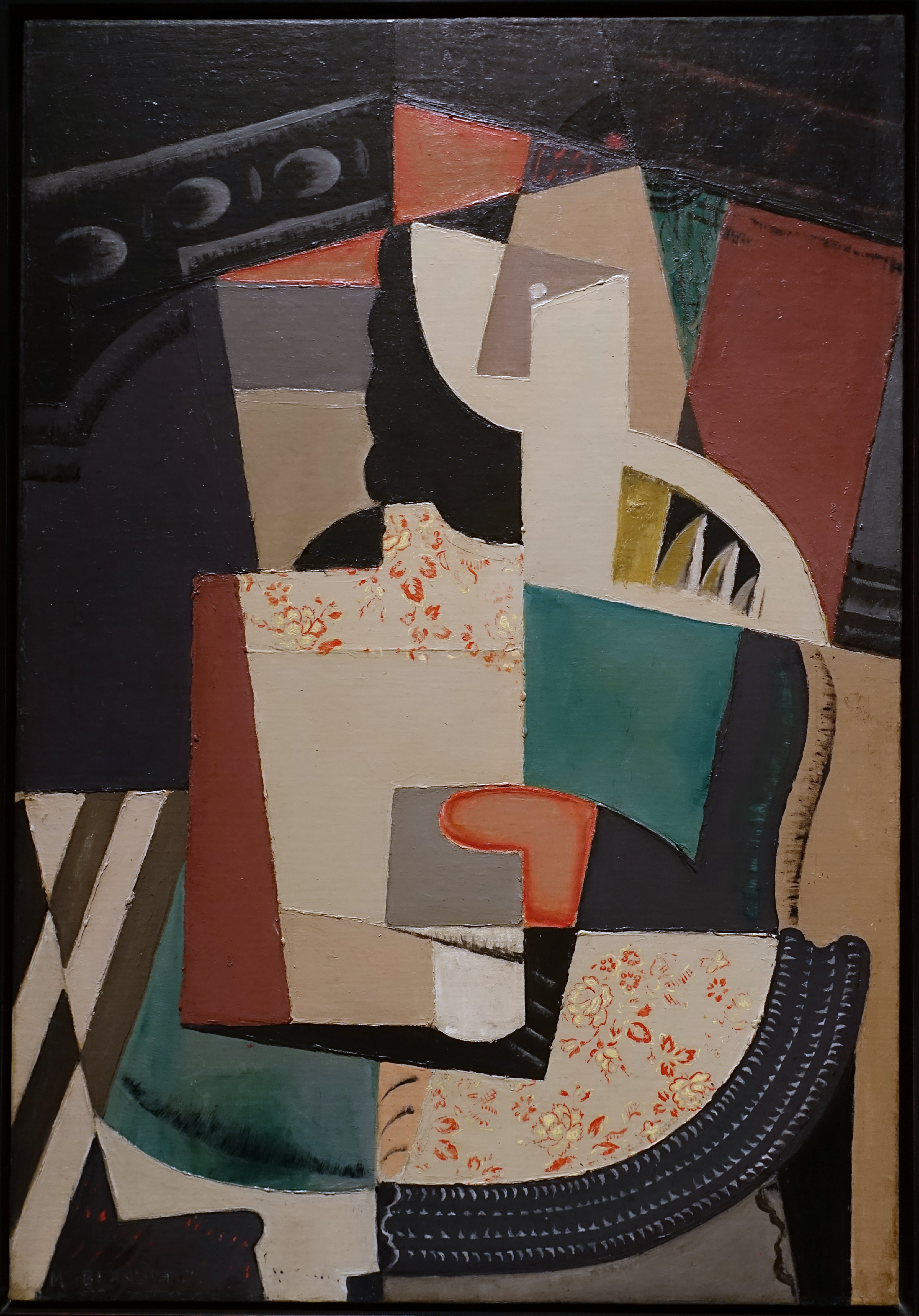
Femme assise (Dona asseguda), c. 1917. Meadows Museum. Southern Methodist University.
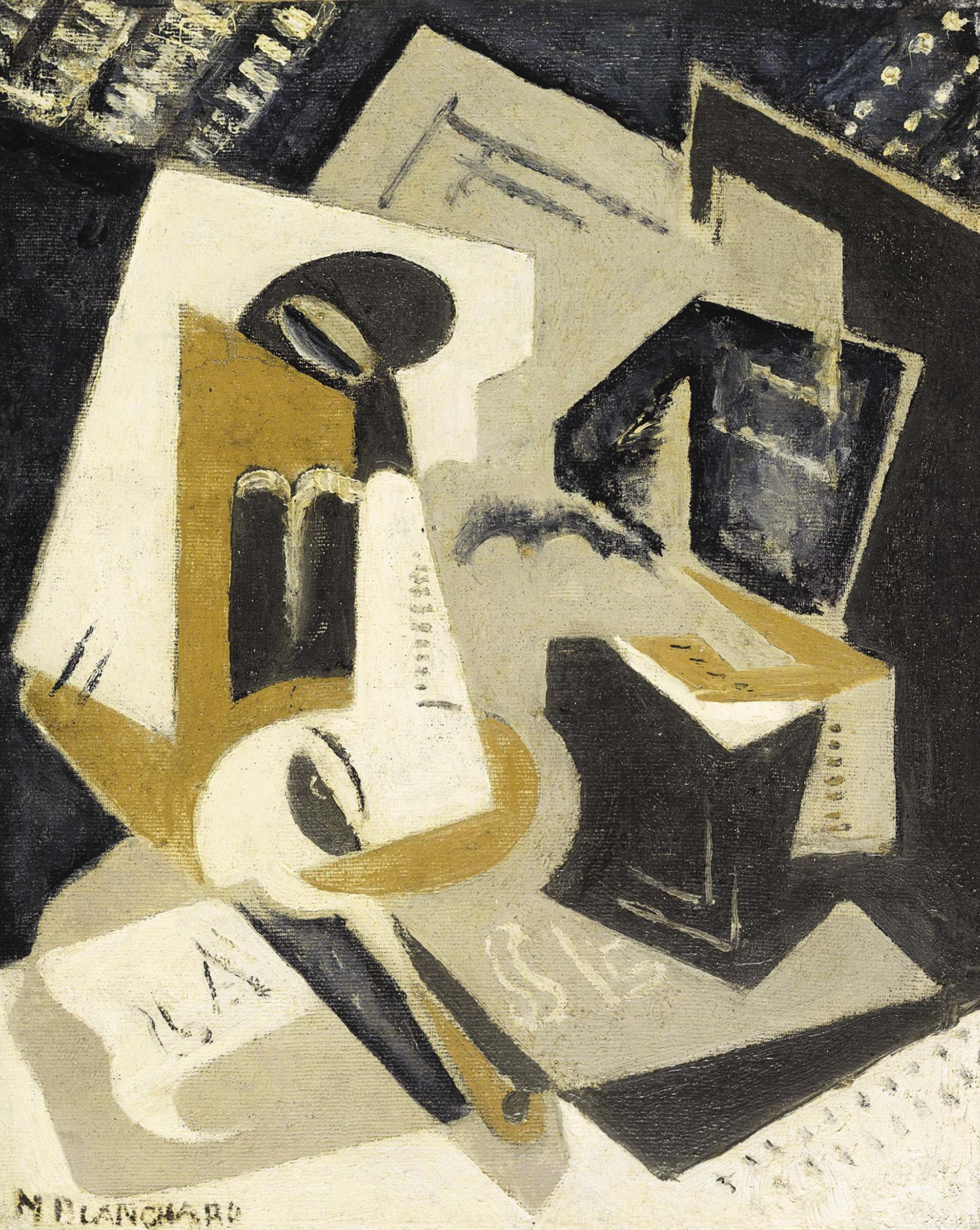
Composició cubista, 1918. Museo Nacional Centro de Arte Reina Sofía.
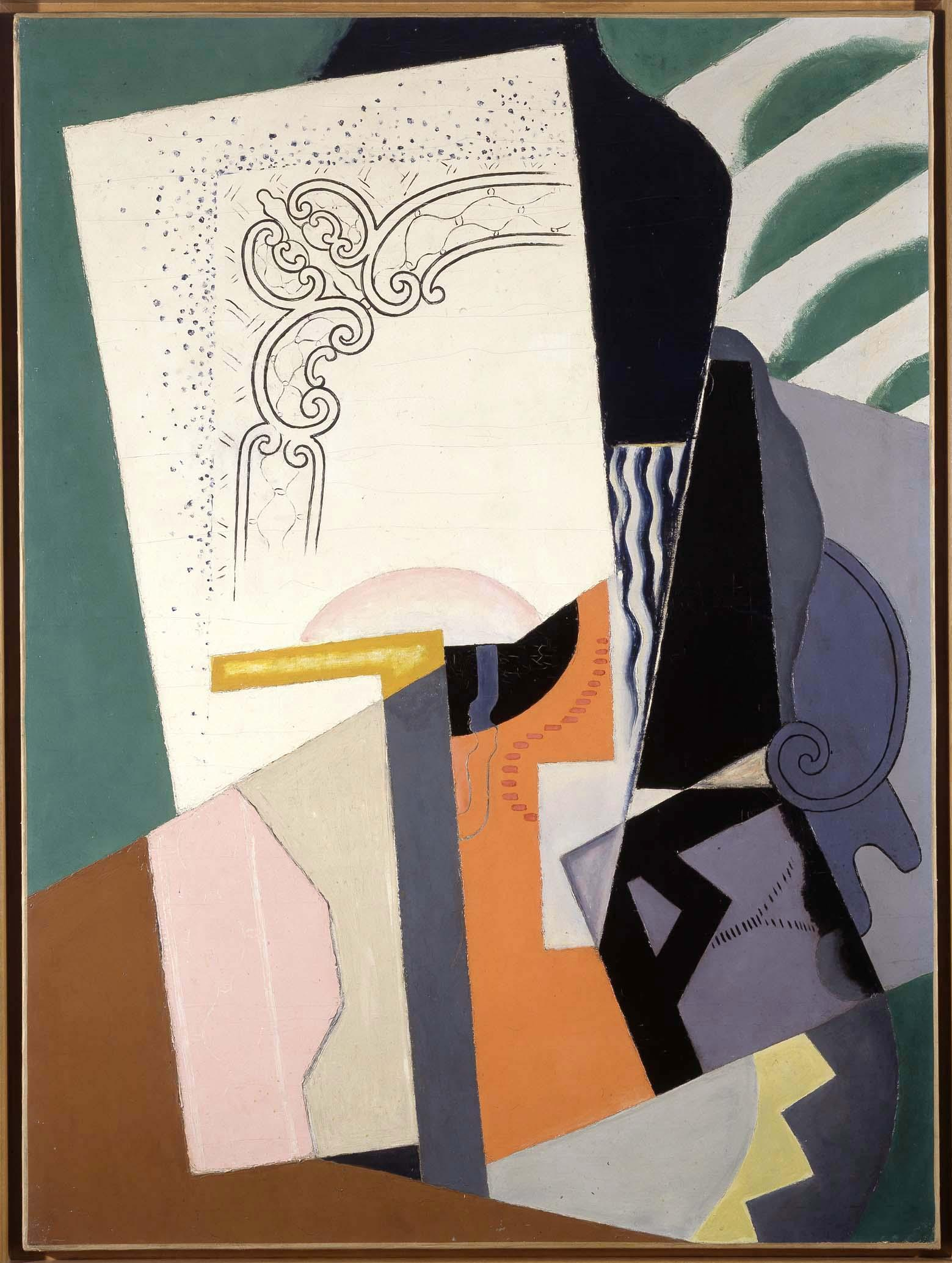
Composició cubista, 1916-19. Museo Nacional Centro de Arte Reina Sofía.
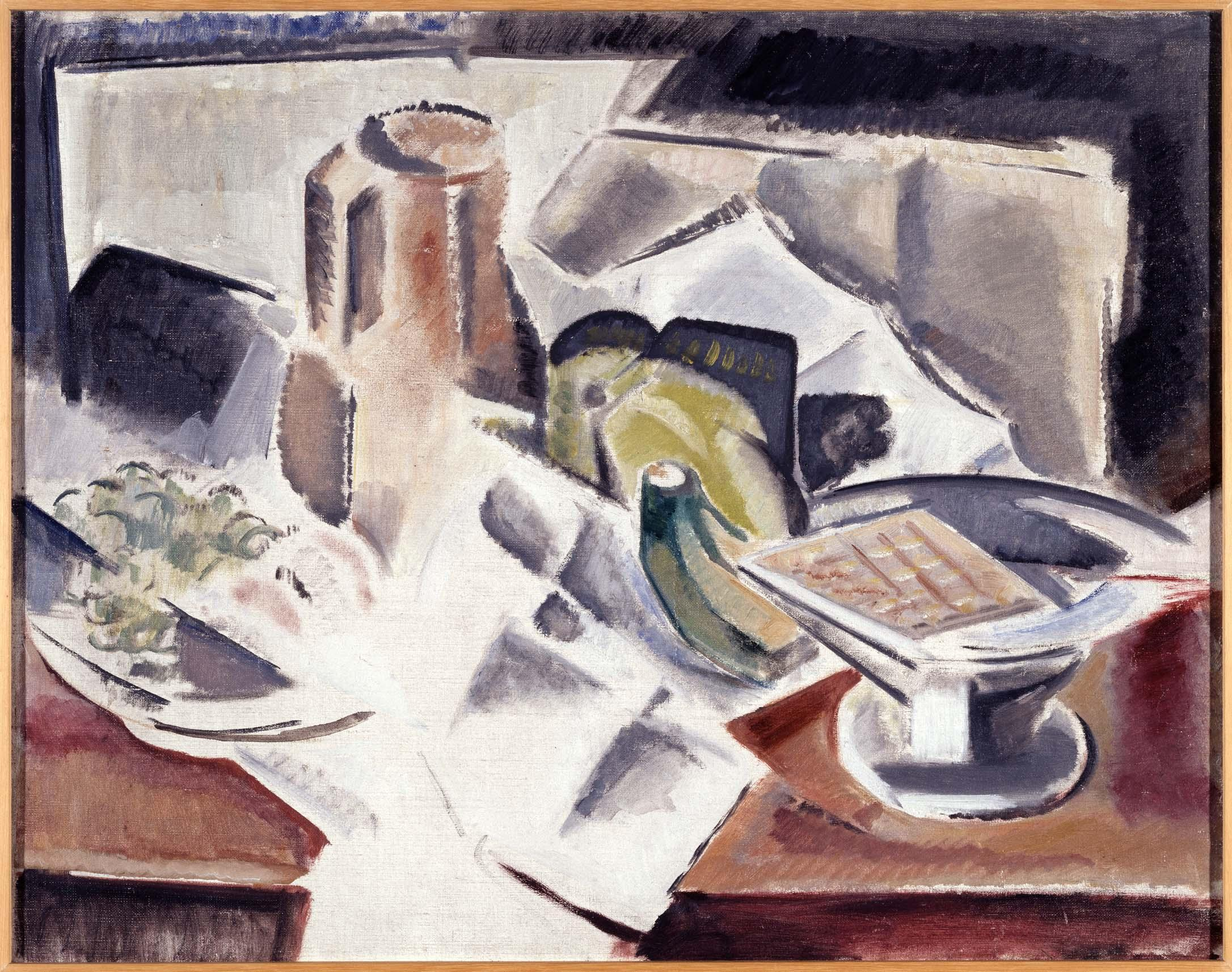
Nature morte (Natura morta), 1922. Museo Nacional Centro de Arte Reina Sofía.
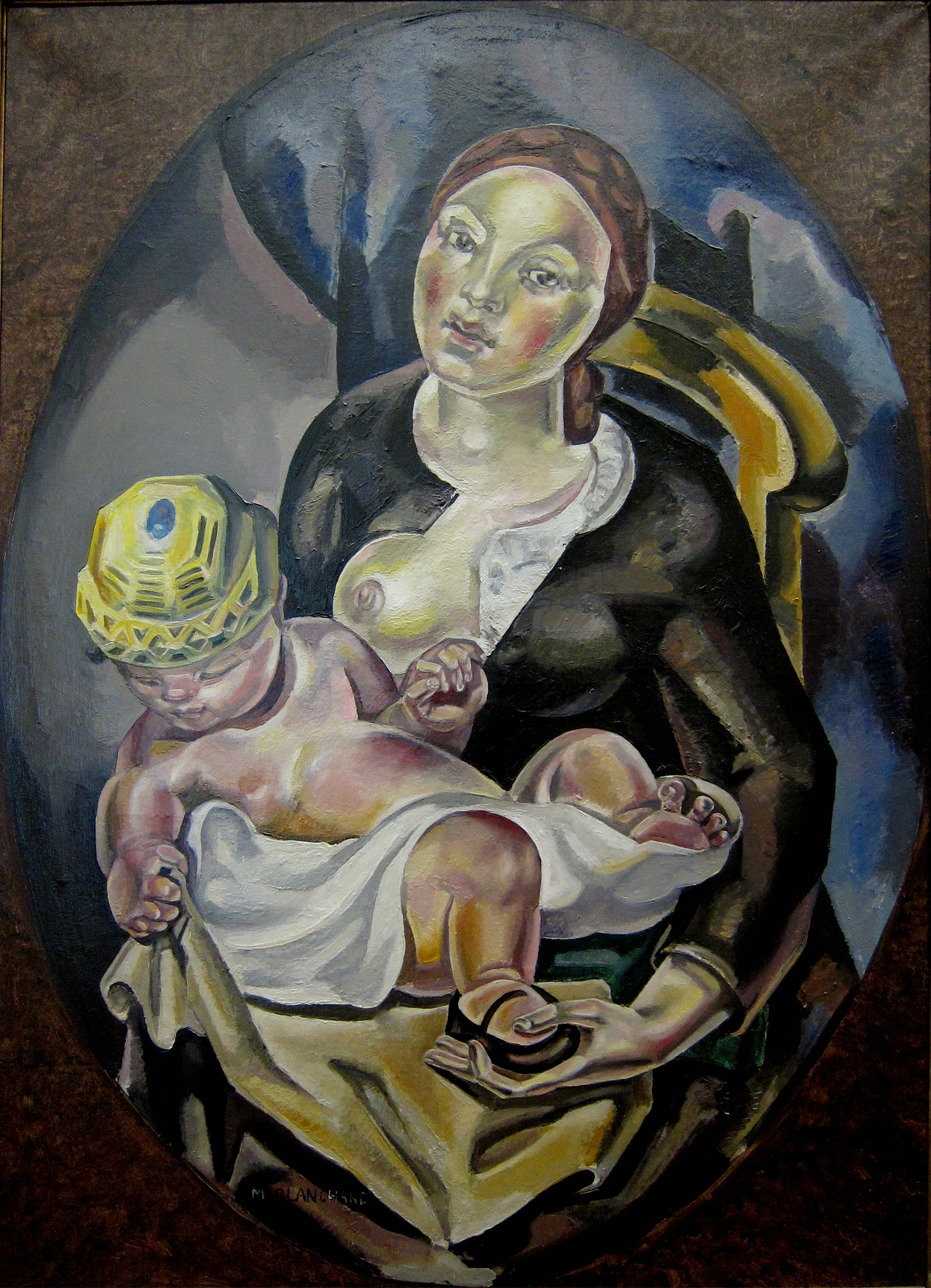
Maternité, 1924. Musée d'Art et d'Industrie de Roubaix.
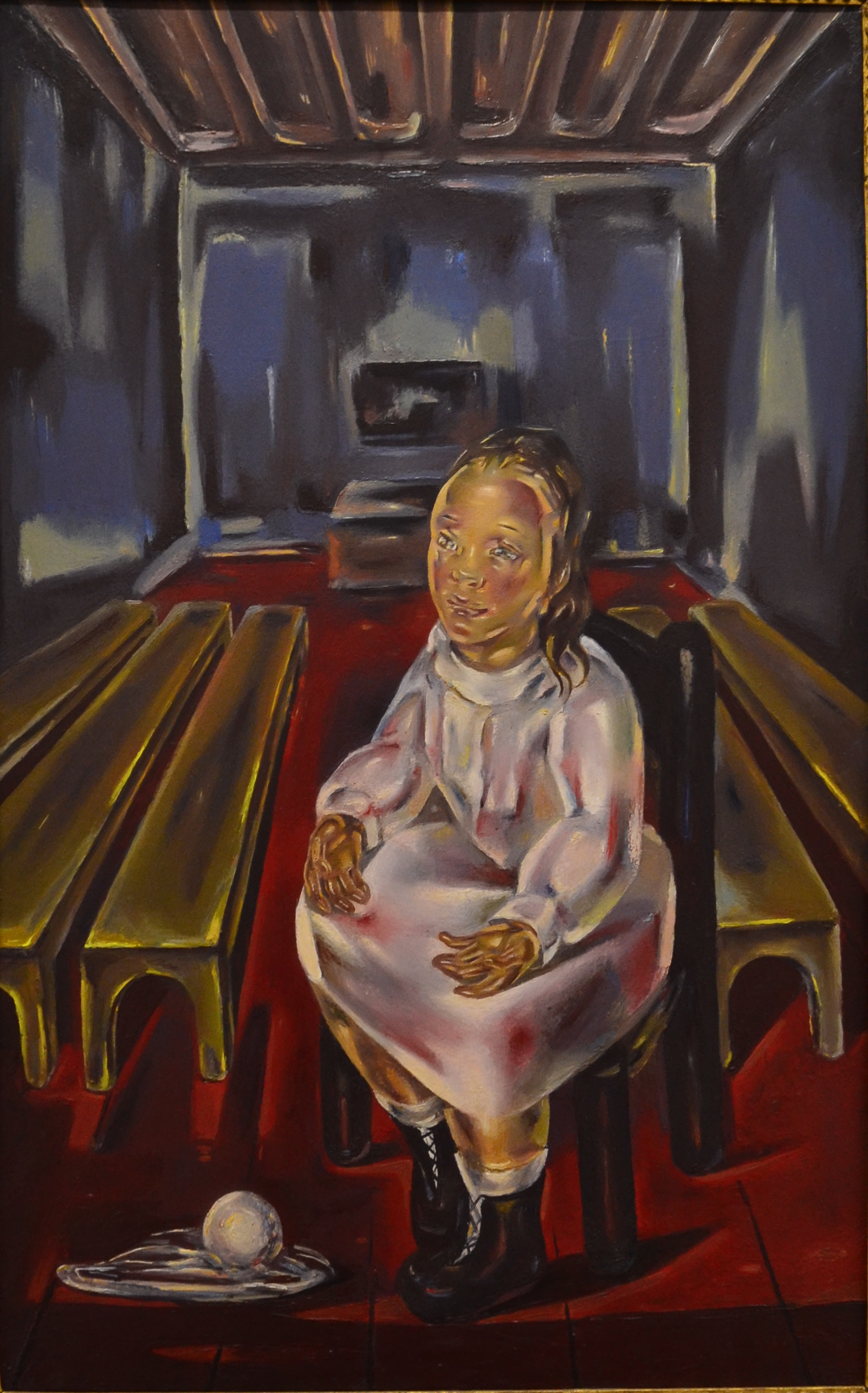
Fillette assise (dans la salle aux bancs), (Nena asseguda. A la sala dels bancs), 1925. Musée des beaux-arts de Lyon.
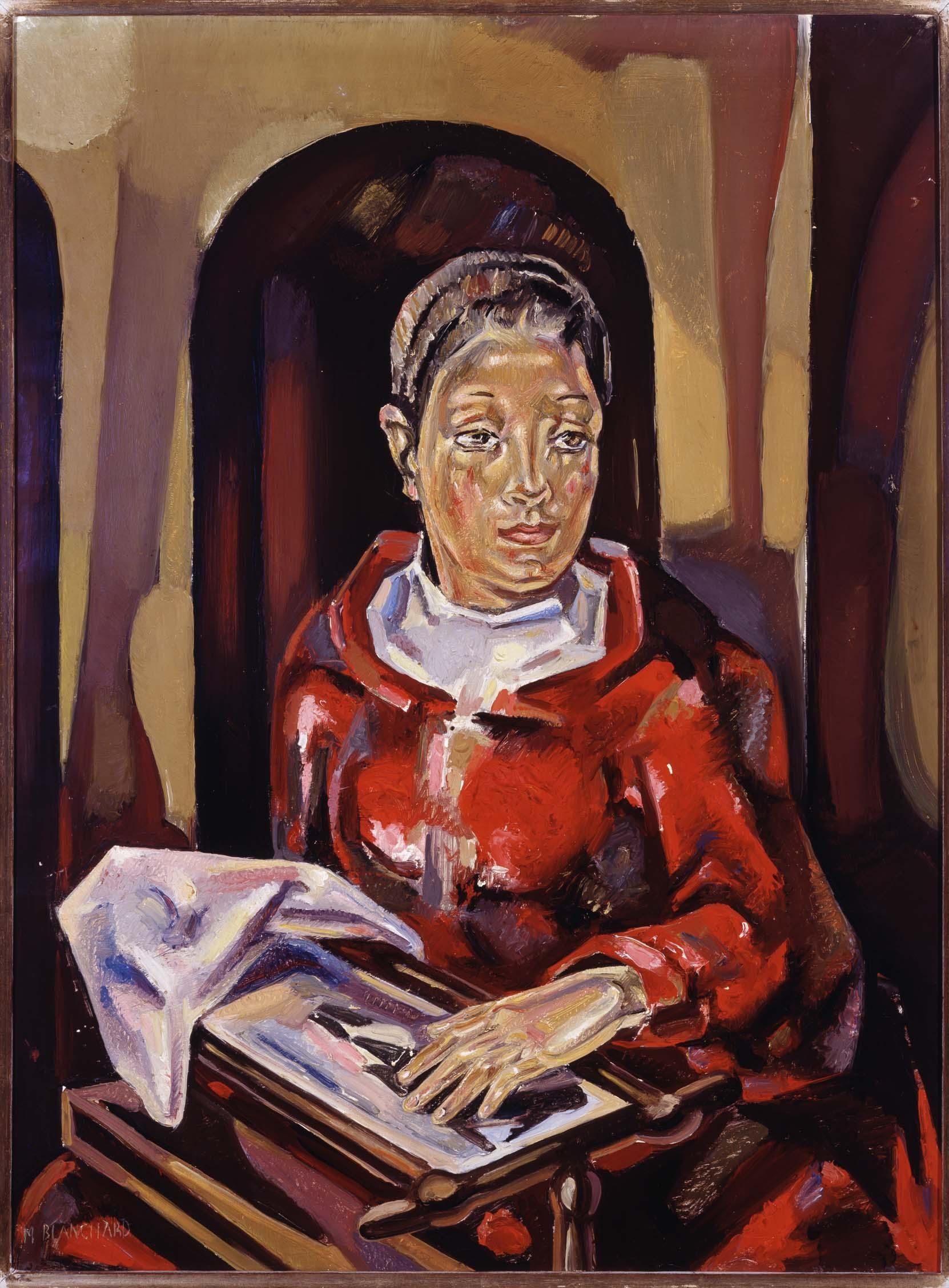
La brodeuse (La brodadora), 1925-26. Museo Nacional Centro de Arte Reina Sofía.
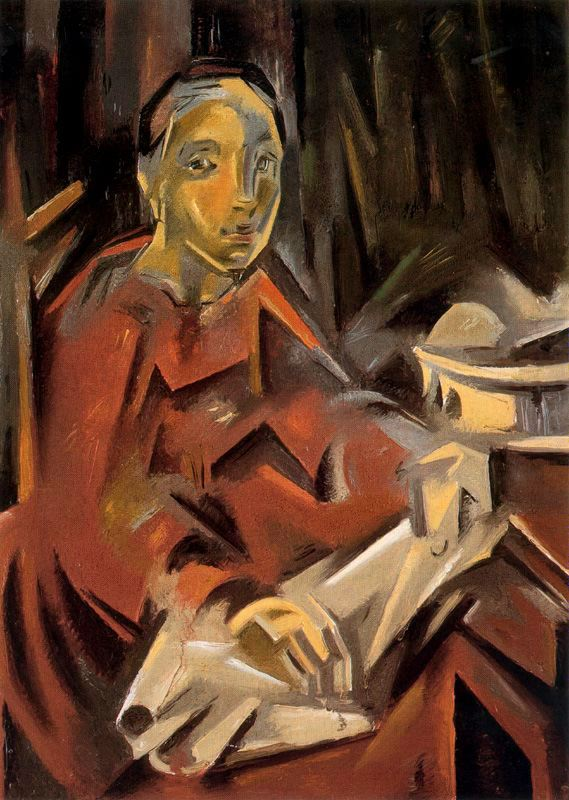
Dona asseguda, 1928.
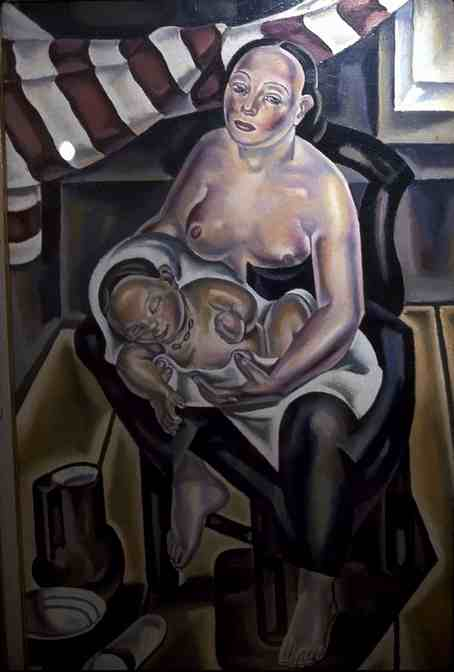
Maternitat, 1928.
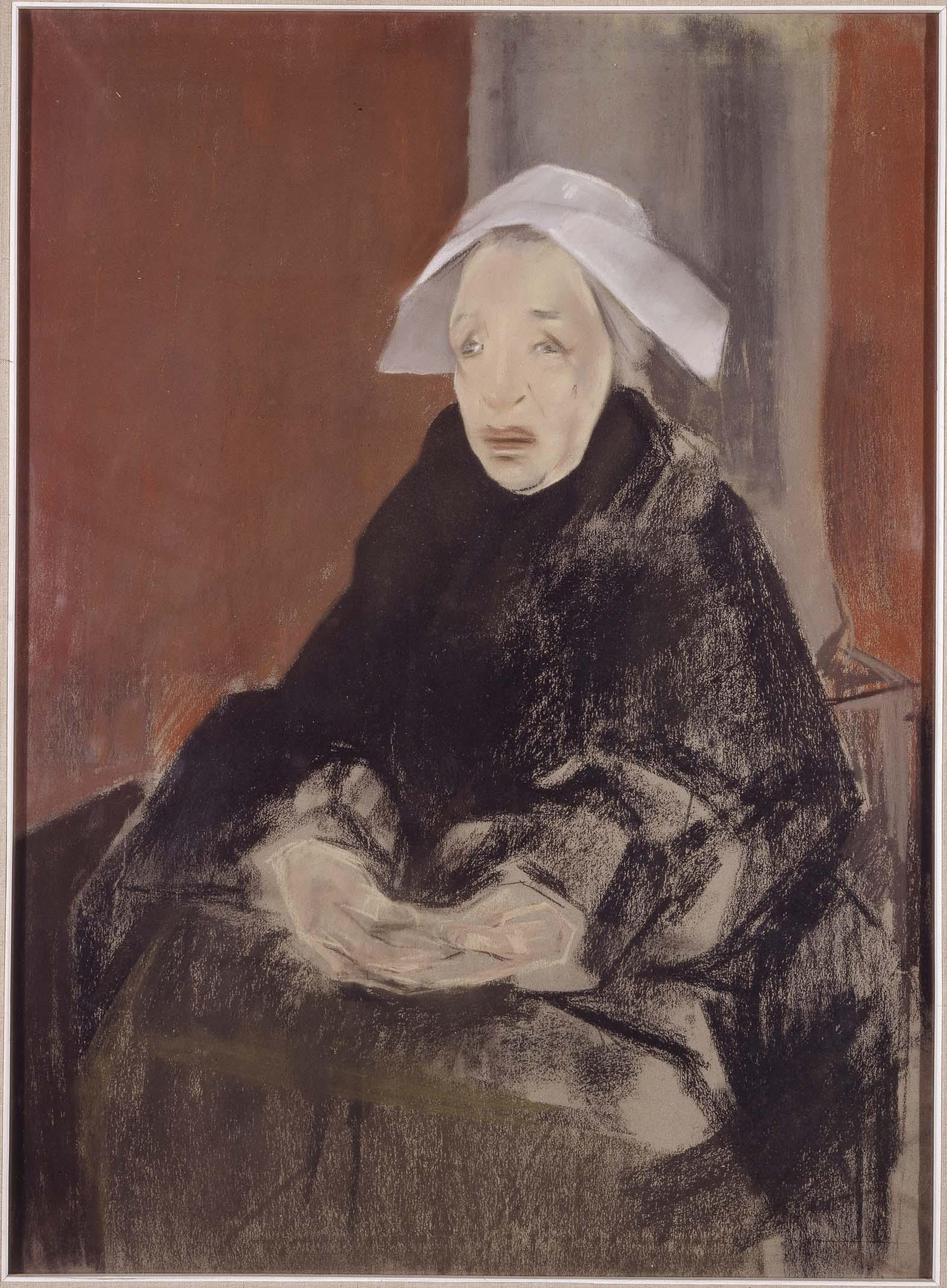
La bretonne (La bretona), 1928-1930. Museo Nacional Centro de Arte Reina Sofía.